# Kamel Madouri
Kamel Maddouri (geboren am 25. Januar 1974 in Téboursouk) ist ein tunesischer Politiker und seit dem 7. August 2024 Premierminister von Tunesien.

## Leben

### Ausbildung
Kamel Maddouri wurde am 25. Januar 1974 in Téboursouk geboren und machte seinen Abschluss in Rechtswissenschaften an der Fakultät für Rechts-, Politik- und Sozialwissenschaften in Tunis sowie seinen Doktortitel in Gemeinschaftsrecht und Maghreb-Europa-Beziehungen. Anschließend absolvierte er die École nationale d’administration (ENA) und darauf das Institut de défense nationale.

## Berufliche Karriere
Ab 2006 war er Professor für öffentliches Recht an der École nationale d’administration und an der École supérieure des forces de sécurité intérieure. Maddouri war vor seinem Einritt in die Politik 2024 Vorsitzender und CEO der Caisse Nationale d'Assurance Maladie (Tunesische Nationale Krankenkasse) und davor  von 2020 bis 2023 Vorsitzender und CEO der Caisse Nationale de Retraite et de Prévoyance Sociale (Nationale Renten- und Sozialversicherung).

## Politische Karriere
Im Mai 2024 wurde Maddouri zum Minister für soziale Angelegenheiten ernannt.
Am 7. August 2024 wurde Maddouri von Präsident Kais Saied mit der Bildung der neuen Regierung des Landes beauftragt. Er ersetzte Ahmed Hachani, der an diesem Tag entlassen wurde.